# ATP World of Doubles 1976
L'ATP World of Doubles 1976 è stato un torneo di tennis giocato sul cemento. È stata la 12ª edizione dell'ATP World of Doubles, che fa parte del Commercial Union Assurance Grand Prix 1976. Si sono giocati a Woodlands negli Stati Uniti, dal 15 al 21 settembre 1976.

## Campioni

### Doppio
Brian Gottfried /  Raúl Ramírez hanno battuto in finale  Phil Dent /  Allan Stone con il punteggio di 6–1, 6–4, 5–7, 7–6